# Leuques
Les Leuques, désignés par les auteurs latins sous le vocable Leuci, étaient un peuple gaulois appartenant à la province de Gaule belgique (une des trois provinces gauloises créées par Auguste), à laquelle ils ont été officiellement intégrés vers 20 av. J.-C.

## Étymologie

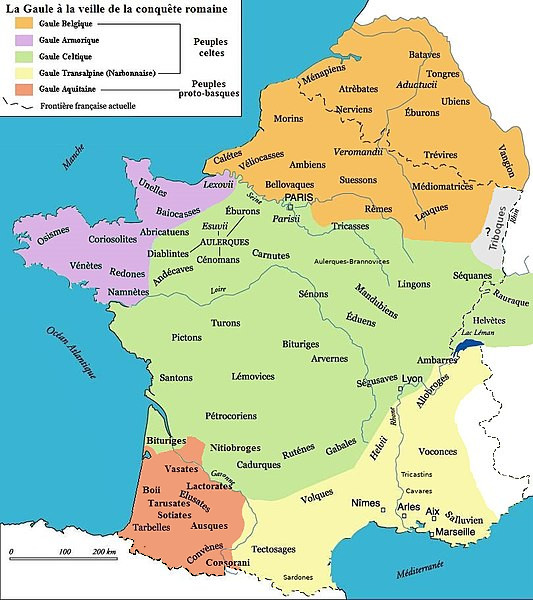
Carte des peuples gaulois.

Le nom des Leuques est issu du celtique leucos, variation leucet(i)o-, signifiant « clair », « brillant » d'où « éclair ». Les leuci seraient donc « les fulgurants » ou plus prosaïquement « les vigiles » au sens de gardiens vigilants de la frontière méridionale avec ce qui se nommera plus tard Gaule celtique. La racine leuc- est fréquemment attestée dans l'onomastique gauloise, ainsi que dans les noms de personnes comme Leucus, Leuca, Leucanus, Leuconius, Leucimara ; le théonyme Leucetius épithète de Mars dans des dédicaces et des noms de lieux Lioux, Lieuche de Leuca. La même racine celtique se retrouve dans le gallois llug, le vieil irlandais luach « brillant ». L'indo-européen *leuk- « brillant », « clair », dont elle est issue, se perpétue également dans le grec leukos « brillant, blanc », le germanique *leuk-ta (anglais light, allemand Licht), les mots latin lux, « lumière », et luna (*louk-snā, *louk variante phonétique de *leuk), etc.

## Histoire

### Ethnogénèse
On ignore dans quelle mesure les leuques sont issus des peuples belges ou des populations qui peuplaient leur territoire antérieurement à la migration belge au IIe siècle av. J.-C. L'étude du monnayage montre que les leuques, comme les médiomatriques, pourraient se rapprocher davantage des peuples belges que des peuples de la Gaule du centre.

### L'entrée dans l'Histoire du peuple leuque
Jules César dans La Guerre des Gaules est le premier à mentionner ce peuple : 
« Ceux qui déguisaient leur lâcheté en arguant de leur inquiétude du ravitaillement et des difficultés de la route étaient des insolents car ils paraissaient ou ne plus compter sur le sentiment du devoir de leur chef, ou le lui dicter. Or, il s'occupait de ces questions : du blé, les Séquanes, les Leuques, les Lingons en fournissaient, et les moissons étaient déjà mûres dans les champs. »
César ne mentionne les Leuques qu'une fois, dans le livre premier, dans le paragraphe 40. Celui-ci s'intitule « Discours de César » et succède à un paragraphe consacré à la « Panique de l'armée romaine ».
Le contexte de cette citation permet de comprendre la situation politique chez les Leuques en 58 av. J.-C. : 
Arioviste, roi germain du peuple suève, fut d'abord l'allié des Séquanes, voisins méridionaux des Leuques, contre les Éduens. Mais après avoir défait les Éduens, Arioviste s'installe et occupe un tiers du territoire des Séquanes. Il se livre alors à des razzias et des opérations de harcèlement contre les peuples voisins, et donc, nécessairement, contre les Leuques.
Ce peuple délègue probablement, avec d'autres, des ambassades vers César pour lui demander de l'aide. À ce titre, lorsque César en fait la demande, les Leuques lui livrent le blé nécessaire à ravitailler ses troupes.
Il est par ailleurs notable qu'aucune monnaie républicaine de la décennie 59-50 av. J.-C. n'a été répertoriée sur l'oppidum de Boviolles, alors que les décennies précédentes et suivantes sont bien représentées. Il serait possible que l'aide des Leuques ait été offerte à César, et non vendue.
Cette aide est déterminante pour le général et intervient dans un contexte où des troubles éclatent dans l'armée. Cette mention dans le texte de César peut avoir engendré des conséquences favorables importantes pour les Leuques. En effet, après la conquête, les faveurs des Romains se portent naturellement vers ces peuples amicaux qui n'ont, de surcroît, jamais porté les armes contre Rome. Ainsi, le développement monumental précoce de la ville gallo-romaine de Nasium y trouverait une part de sa justification.
Dans la Pharsale, dont le titre exact est Marci Annaei Lucani de bello ciuili libri decem (Les Dix Livres de M. A. Lucain sur la guerre civile), Lucain signale que les Leuques seraient d’habiles lanceurs de javelines.
Le contexte général de la citation intervient au moment où Jules César décide de quitter les Gaules avec ses troupes afin de porter la guerre contre Pompée, au début de la guerre civile (entre 49 et 45 av. J.-C.).
Dans l'extrait proposé, il cite côte à côte Rèmes et Leuques, pour cette habileté de combattant dans l'emploi des javelots, javelines et autres lances :
« On voit flotter les enseignes et dans les campagnes de Reims, et sur les rives de l’Adour, où l’habitant de Tarbes voit la mer doucement expirer dans un golfe arrondi. Le Santon salue avec allégresse le départ de l’ennemi, le Biturge, le Suesson qui manie lestement ses longues armes, le Leuque et le Rémois habiles à darder le javelot, le Séquane qui excelle à faire tournoyer les coursiers, le Belge, habile conducteur du char armé d’éperons, l’Arverne, issu du sang troyen et qui se prétend notre frère, le Nervien rebelle, que souille encore le sang de Cotta, le Vangion vêtu des larges braies du Sarmate, le farouche Batave qu’excite le bruit des clairons d’airain, l’habitant des rives de l’errante Cinga, celui du Rhône, qui entraîne l’Arare dans ses flots rapides, ceux qui habitent la cime des Cévennes, suspendue sur des roches chenues, et toi aussi, Trévire, tu te réjouis de voir la guerre changer de théâtre. ».

### Après la conquête romaine
Les cadres romains se mettent en place progressivement durant le principat d'Auguste. Cette mise en place s'est faite dans la paix et le loyalisme à l'égard du pouvoir impérial. Une crise survient dans le Nord-Est de la Gaule, en 21 ap. J.-C., en opposition avec la politique financière de Tibère (14-37 apr. J.-C.), mais les Leuques ne semblent pas avoir pris part au soulèvement. D'ailleurs c'est pour cela que Pline l'Ancien dans son Histoire Naturelle précise que le statut des Leuques était « libre ». En effet, ils avaient le privilège d'être liberi, libres, c’est-à-dire de ne pas être soumis à la juridiction du gouverneur de la Province dont relevait la civitas. De plus, ils échappaient au paiement du tribut. Cette distinction donc prit, avec Tibère, une forme purement honorifique, ne dispensant pas les Leuques des obligations fiscales communes à toutes les civitates.
En revanche, la cité, ainsi que celle des Médiomatriques, semble avoir été affectée par la grande crise survenue à la suite de la mort de Néron, en 68-69. Tacite dans Histoire les mentionne lors de cette année que l'on va appeler l'année des quatre empereurs.
« La nouvelle de l'assassinat de Galba et de l'élévation d'Othon parvint à Valens dans le pays des Leuques. ».
Fabius Valens est un commandant de légion romaine, légat de Gaule en 69. Le 2 janvier 69, il entre à Cologne où il salue, avec la cavalerie légionnaire, Vitellius empereur. Ce dernier le charge, avec Alienus Caecina, de traverser la Gaule et de fondre sur Rome pour renverser Galba. Valens est à la tête de l'élite de la Germanie inférieure avec l'aigle de la cinquième légion augmentée de cohortes auxiliaires et des ailes (corps de cavalerie auxiliaire recruté par des engagements volontaires, citoyens romains ou provinciaux), soit environ 40 000 hommes. Tacite décrit l'expédition de Fabius Valens comme émaillée d'exactions contre la population de Gaule. Divodurum (Metz), capitale des Médiomatriques (peuple voisin des Leuques au nord), eut à déplorer le massacre de 4 000 personnes selon l'auteur latin. À la suite de ce massacre, les populations des Gaules ont précédé les armées de Fabius Valens pour demander grâce au général et éviter d'autres carnages dans leurs cités. Situés sur l'itinéraire de la troupe, immédiatement au sud du territoire médiomatrique, les Leuques, alarmés par les massacres, ont probablement agi ainsi que le mentionne Tacite pour protéger leurs populations et envoyé leurs magistrats au-devant des légions. La troupe traversa le territoire leuque pour ensuite se diriger dans la cité des Lingons. Pour se rendre à Andemantunnum (Langres) depuis Metz, l'itinéraire des légions suit les grandes voies du Rhin : Trèves, Metz, puis Toul et Langres. Entre Tullum et Andemantunnum, les troupes apprennent la mort de Galba qu'elles étaient parties combattre, et l'élévation d'Othon, qui devient de ce fait leur nouvel adversaire. Tacite indique qu'alors, Valens est encore en territoire leuque, mais que la cité la plus proche est celle des Lingons.
Il est notable qu'aucune monnaie datée de cette période troublée n'ait été découverte à Toul, alors que 1,55 % du numéraire découvert à Nasium date de l'année 69 ap. J.-C.
Une longue période de paix s'ensuit sous les Flaviens et les Antonins. Les armées romaines stationnées le long du Rhin et au-delà ont formé un glacis de protection qui permet le développement économique des régions intérieures.

Invasions barbares.

Pourtant, à partir du règne de Marc Aurèle, des troubles, dont on ne connaît pas la cause ont fait leur apparition dans la partie nord-ouest de l'Empire. Plusieurs exemples montrent que les cités des Leuques et des Médiomatriques ont subi leur part de dommages : des établissements ruraux sont détruits à Vallois, à Saxon-Sion, des ateliers de céramiques (forêt de Hesse, Mittelbronn...) cessent leur production, etc. Mais ces troubles ne durent qu'un temps et l'époque sévèrienne est une période d'expansion.
À partir de la seconde moitié du IIIe siècle, les champs Décumates, à l'est du Rhin, sont abandonnés par les armées romaines (vers 259-260) : les cités de la Gaule mosellane se retrouvent alors directement en contact avec les zones frontalières. De plus les effectifs des armées du Rhin sont diminués pour grossir ceux du Danube inférieur, chargé de repousser les Goths, et celles stationnées en Cappadoce et en Syrie, chargées de lutter contre les Perses. Dès lors les invasions barbares se multiplient.
En 254, les Alamans descendent jusqu'au sud de Metz. En 259-260, ils traversent à nouveau le territoire des Médiomatriques en passant par les cols vosgiens, et pénètrent dans la cité des Leuques en empruntant la grande voie Lyon-Trèves. Postumus, à qui Gallien a confié le commandement des troupes en 258, remporte plusieurs victoires sur les Barbares et est proclamé par son armée, par les cités des Leuques et des Médiomatriques et par les cités voisines « empereur romain des Gaules »

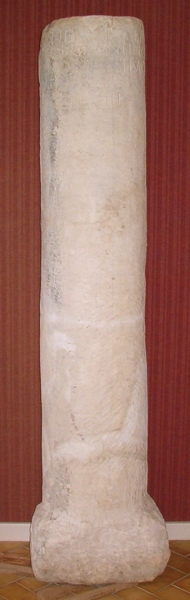
Une des bornes milliaires retrouvées à Soulosse.

Cette période de calme liée à l'établissement d'un « Empire romain des Gaules » prend fin en 273, lorsque l'empereur Aurélien avance jusqu'à Châlons-en-Champagne pour battre le successeur de Postumus, Tetricus. En 275-276, les Alamans font une nouvelle percée en Gaule mosellane. Cette fois-ci l'empereur Probus met un terme aux invasions pour quelques années.
Ses successeurs, Dioclétien (284-305), instaurateur du gouvernement impérial à quatre, la Tétrarchie, puis Constantin (306-337) réorganisent la défense romaine. Trèves devient résidence impériale, accueillant un des tétrarques, Constance Chlore. Des troupes (les Riparenses ou Limitanei) spécialement affectées à la protection des bandes frontalières sont créées. Il y a également à ce moment-là une réorganisation administrative : la partition de la Gaule Belgique en Belgique I et Belgique II doit servir à rapprocher l'administration romaine des problèmes des citoyens.
Deux bornes milliaires d'époque constantinienne trouvées à Soulosse ont suggéré que le chef-lieu de la cité des Leuques avait été transféré de Toul à Grand au moins pour un temps, durant la première moitié du IVe siècle. Aucune autre attestation, à part une tradition locale qui veut qu'il y ait eu un évêque, Euchaire, à Grand, ne vient confirmer ce transfert. De toutes façons, si transfert il y a eu, il n'a pas duré très longtemps, puisque la Notitia Galliarum, datée de la première moitié du Ve siècle, mentionne : Civitas Leucorum id est Tullo.
En 309 ou 310, Grand (Andesina) a peut-être accueilli l'empereur Constantin, venu chercher les faveurs d'Apollon-Grannus, divinité majeure du sanctuaire. Si l'on en croit le Panégyrique de Constantin, l'empereur aurait eu là une vision prophétique : Apollon, accompagné de la Victoire, venant lui offrir des couronnes de laurier. Cette divinité permettait également de guérir par le culte de l'eau. Claudius Marius Victor dans La Vérité cite également l'Apollon des Leuques : 
« [...] post falsus Apollo 
imposuit sedesque dehinc mutare coactus 

Leucorum factus medicus nunc Gallia rura 

transmittens profugus Germanas fraude nocenti 

sollicitat gentes et barbara [pectora] fallit. »
« L'Apollon trompeur, devenu le médecin des Leuques, va des campagnes gauloises en Germanie où il trompe les habitants et les barbares. » 
Claudius Marius Victor ou Victorinus transpose dans ce texte la parole chrétienne sous la forme littéraire classique, latine et noble au sens littéraire du terme, de l'épopée. Le texte présente Apollon comme le « médecin des Leuques » (leucorum medicus). Cette mention montre que le culte apollinien a perduré longuement chez ce peuple. Claudius Marius Victor reprend dans son épopée le mythe des errances d'Apollon en Gaule de l'Est et son refuge chez les Leuques. L'auteur se réfère à une tradition locale destinée à intégrer le sanctuaire au cycle légendaire des voyages d'Apollon. Les pratiques médicales sont également bien attestées chez les Leuques.
L'accalmie entraînée par les réorganisations est de courte durée : dès 352, les Alamans attaquent à nouveau, mais sans aller jusqu'à la cité des Leuques. Au contraire, en 365-366, Jovin (maître de la cavalerie dans les Gaules) remporte une victoire sur une armée alamane à Scarponne.
Valentinien Ier (364-375) renforce les zones de fortification aux frontières et y envoie des troupes supplémentaires. Cette restauration est efficace jusqu'au début du Ve siècle. En 407, une coalition de Vandales, Quades et Alains (environ 150 000 personnes) envahit toute la Gaule en venant des régions rhénanes (Mayence et Spire). Les cités leuques et médiomatriques sont touchées de plein fouet, même si les Barbares ne restent pas dans l'Est de la Gaule.
Une communauté chrétienne existe à Toul dans la seconde moitié du IVe siècle : l'évêque Loup de Troyes y est né, et sa famille était déjà chrétienne, semble-t-il. Le premier évêque historiquement connu à Toul, Auspicius, qui a entretenu une correspondance avec Sidoine Apollinaire vers 471/472, apparaît au 5e rang sur la liste épiscopale composée au XIIe siècle : l'évêché de Toul aurait donc été fondé à la fin du IVe siècle ou au début du Ve siècle.
Dans la première moitié du Ve siècle, des invasions, au sujet desquelles nous sommes mal renseignés, alternent avec des périodes de restauration de l'autorité romaine. En 451, les Huns, conduit par Attila et alliés à des contingents germains, traversent le Rhin et attaquent vers l'ouest. Ils saccagent Trèves, Metz, Verdun, en épargnant, semble-t-il la cité des Leuques.
À partir de 455, le limes rhénan est abandonné de façon définitive et l'autorité romaine s'efface petit à petit du nord de la Gaule. Désormais les cités de Gaule mosellane sont contrôlées par un chef régional, le comte Arbogast, installé à Trèves.

## Géographie

### Assise territoriale
À l'origine, les Leuques et les Médiomatriques ne sont pas cités parmi les peuples qualifiés de Belges par César, mais appartiennent vraisemblablement à la Gaule celtique. César évoque une ligne Seine-Marne qui lui sert de limite entre les deux régions, mais il ne donne pas de repère géographique pour l'est de la Gaule. Ce territoire n'est pas non plus explicitement intégré à la Gaule celtique, dont seuls les territoires des Helvètes et des Séquanes forment la limite orientale. Les différentes coalitions évoquées lors de la guerre des Gaules ne permettent pas davantage de se faire une idée précise. Les Leuques n'apparaissent dans aucune d'elles, mais ces coalitions ne regroupent jamais l'ensemble des peuples de Gaule Belgique. Il faut donc se tourner vers la numismatique. À la suite de Camille Jullian, Simone Scheers, dans son traité de numismatique celtique sur la Gaule Belgique, les considère comme belges sur la base d'affinités dans le monnayage. Certains spécialistes supposent qu'ils appartenaient à la zone dite du « denier », zone économique du centre-est de la Gaule correspondant en partie à la sphère d'influence de Rome avant la conquête. En effet, les Leuques sont parmi les cités où ce denier est le plus fréquent, comme l'atteste le trésor de Robache, dans les Vosges.
Cette province augustéenne de la Gaule belgique était délimitée au sud par la Seine et à l'ouest par la Marne et s'étendait jusqu'au Rhin ; elle englobait les trois cités mosellanes (Leuques, Médiomatriques, Trévires) et leurs voisins occidentaux, les Rèmes. Les voisins méridionaux des Leuques, Lingons et Séquanes, d'abord rattachés à la province de la Gaule lyonnaise ont été incorporés à la Belgique sans doute en 10 ou en 8 av. J.-C.
Le manque de sources historiques disponibles pour l’époque gauloise nous réduit à extrapoler l’assise du territoire des Leuques à partir des découpages postérieurs. Aussi, leurs limites territoriales, comme la plupart des peuples de la Gaule, sont définies de façon théorique à partir de la cartographie des diocèses antiques, ceux-ci étant considérés par les historiens comme émanant des limites des cités gallo-romaines. Le territoire qui découle de cette analyse régressive se caractérise par sa forme très allongée. Il est limité à l’est par la ligne des sommets vosgiens et à l’ouest par le Vair, le Seuil de Lorraine (entre Dombrot-le-Sec et La Basse-Vaivre) et le Côney en aval de La Basse-Vaivre (frontière avec les Lingons jusqu'au moins la réorganisation de la Germanie romaine par Domitien vers 90),. Au nord et au sud, la détermination de l’assise territoriale de la cité des Leuques repose sur les toponymes d’origine antique et ceux de signification frontalière, corrélés aux limites diocésaines.
Il est possible, selon l'hypothèse de Burnand, que les Leuques aient porté dès l'origine le statut de cité alliée de Rome, jouissant en principe d'une autonomie totale, contrairement à leurs voisins médiomatriques qui ont acquis ce titre seulement après l'époque augustéenne. Ces différences de statut pourraient avoir eu des conséquences sur le développement précoce des cités.

### Oppidaceltiques en territoire leuque
De nombreux sites fortifiés sont présents dans cette vaste région, sans qu’il soit toutefois possible d’établir à chaque fois leur caractère contemporain. Plusieurs catégories peuvent toutefois être définies à partir de la surface. Les enceintes de moins de 10 ha forment un groupe bien défini, particulièrement bien représenté dans la partie sud-est du territoire attribué aux Leuques, correspondant aux premiers reliefs du massif vosgien. Les enceintes de plus de 10 ha et celles qui dépassent les 20 ha forment deux autres catégories représentées dans tout le territoire leuque. Leur implantation peut également être mise en relation avec les principales vallées qu’elles semblent contrôler.
- L’enceinte de Sion (Meurthe-et-Moselle) a livré de nombreux indices témoignant d’un commerce actif avec la péninsule italique (céramiques campaniennes, amphores, vaisselle métallique...). Elle constitue vraisemblablement un site majeur de la vallée du Madon implanté sur l’axe nord-sud reliant la Saône à la Moselle.

- Camp d'Affrique sur la côte de Messein.
- L’enceinte de la Butte-Sainte-Geneviève à Essey-lès-Nancy (Meurthe-et-Moselle), d’une superficie de 20 ha, est située sur ce même axe.

Plus à l’ouest, on retrouve des enceintes sur chaque bassin fluvial : 
- Sorcy-Saint-Martin dans la vallée de la Meuse,
- Boviolles sur l’Ornain, qui fut sans doute le prédécesseur de la capitale leuque, Nasium, fondée après la Conquête.
- Gemonville abrite un oppidum en éperon barré

### Capitales administratives, culturelles, religieuses
Ptolémée, dans sa Géographie, cite les Leuques et leurs deux villes que sont Tullum Leucorum et Nasium : 
« Plus au midi, les Médiomatrices dont la ville est Divodurum.
Au-dessous d'eux et des Rèmes, les Leuces, et leurs villes Tullum Nasium. »
Ptolémée a composé son ouvrage entre 130 et 160 ap. J.-C. mais on estime que les sources dont il s'inspire pour sa description remontent au principat de Tibère. La mention de deux villes pour un peuple n'est pas rare chez Ptolémée, bien que minoritaire. La signification de cette double mention reste sujette à interprétations.
Toul (en latin Tullum) fut la capitale administrative des Leuques au moins à partir de la seconde moitié du Ier siècle. Une inscription découverte sur tabula cerata à Valkenburg et datée de 40-42 apr. J.-C. d'après le contexte archéologique, mentionne « Tulo Loucoru Albano medico », c'est-à-dire : « De Toul des Leuques, à Albanus médecin ». Il s'agit d'une correspondance privée envoyée de Toul à un médecin militaire romain en service à Valkenburg, et portant le nom d'Albanus. Cette inscription sur tablette de bois est la première apparition connue du nom officiel de la ville de Toul et témoignant d'une position administrative privilégiée.

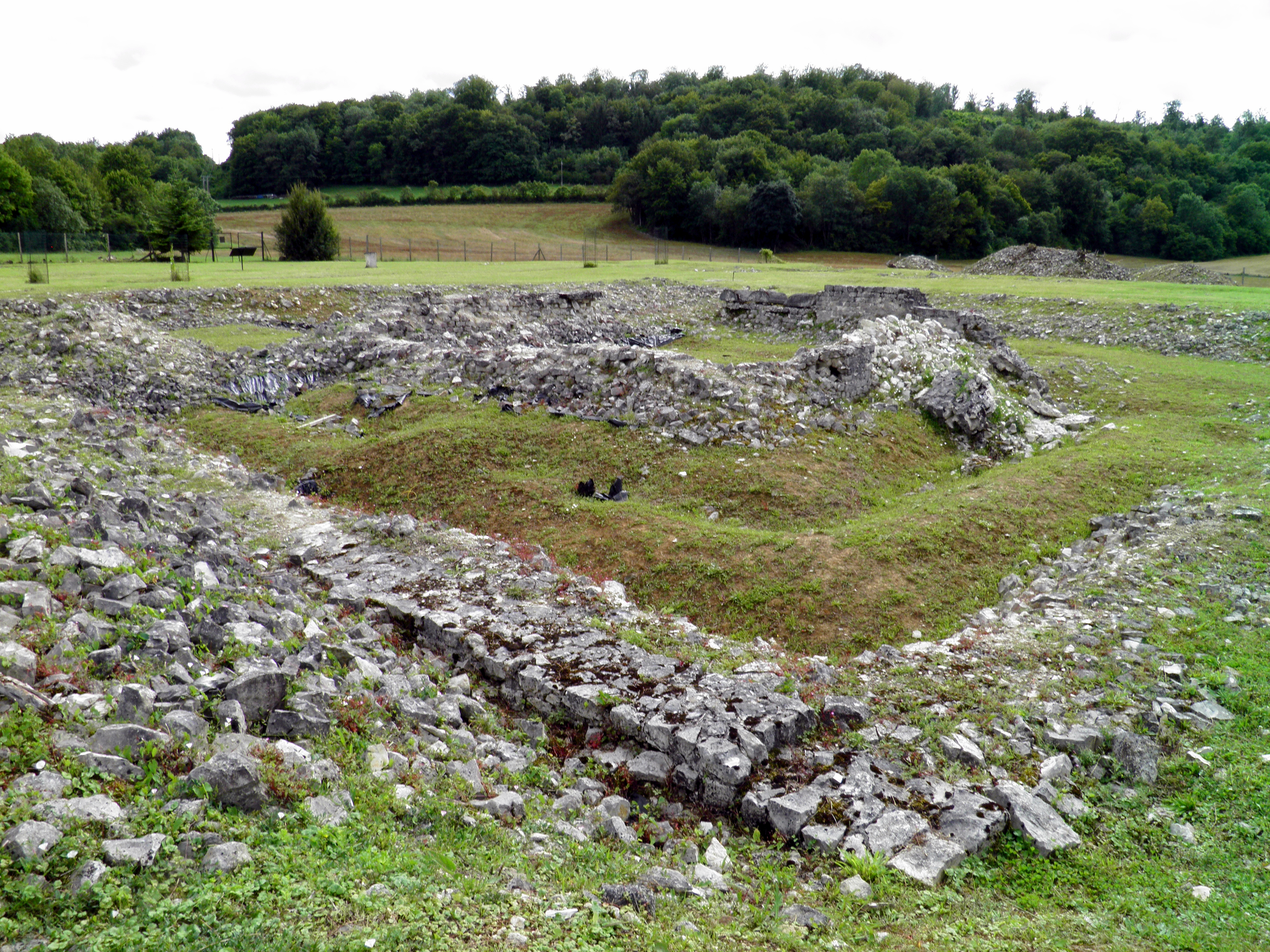
Vestiges du fanum de Nasium.

Si Toul est bien attestée au cours de l'époque gallo-romaine comme chef-lieu de la cité des Leuques, elle n'apparaît pas avant le milieu du Ier siècle selon la documentation archéologique, contrairement aux découvertes faites à Nasium.
Les arguments en faveur d'un déplacement de chef-lieu de Nasium vers Toul à partir du Ier siècle apr. J.-C. reposent sur les données archéologiques suivantes : 
- différence et inégale importance des découvertes connues à Toul et Nasium immédiatement après la conquête. Cette impression fut déjà défendue par Camille Jullian au XIXe siècle[39] Les traces d'une chronologie précoce du développement sont très abondantes pour Nasium, mais totalement absentes pour Toul. Le premier fanum attesté à Mazeroie (site de Nasium, commune de Saint-Amand-sur-Ornain) a pu être daté du dernier tiers du Ier siècle av. J.-C.[40] Une phase d'occupation contemporaine entre l'oppidum et le site de plaine, s'est conclue par un déperchement accompli dans les deux dernières décennies du Ier siècle av. J.-C. Les rues de la ville tracent alors un quadrillage orienté par rapport à la voie Reims-Toul.
- l'importance du site de Boviolles pour les Leuques :

À l'époque laténienne finale, l'oppidum de Boviolles tenait chez ce peuple un rang prééminent.

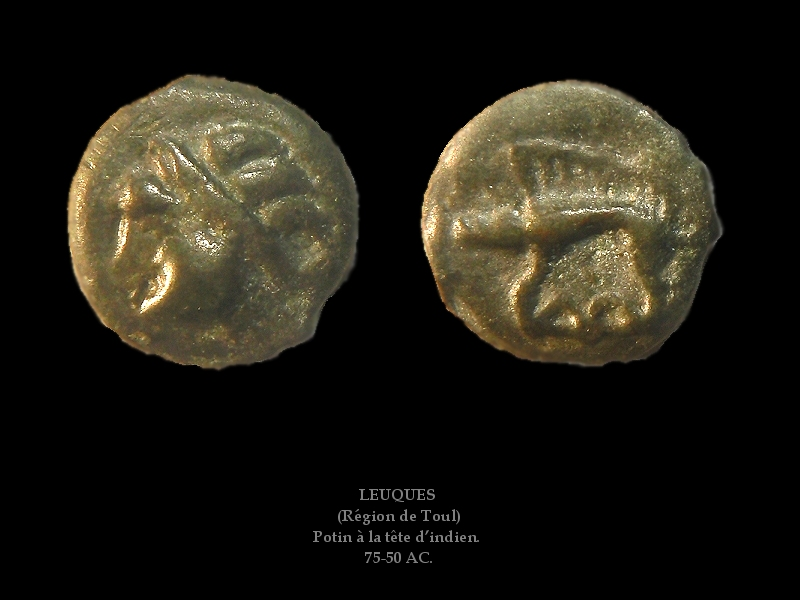
Monnaie de la tribu des Leuques.

Son rôle économique majeur est prouvé par les nombreuses activités artisanales qui y ont été reconnues.
Les découvertes monétaires attestent son ancrage dans la « zone denier », qui unit les Leuques et leurs voisins du centre-est de la Gaule, dans des échanges à longues distances par l'axe Rhône-Saône. De même, les découvertes d'amphores à vin provenant d'Italie et les céramiques campaniennes. La découverte d'un atelier monétaire au XIXe siècle et le grand nombre de monnaies répertoriées sur le site (plus d'un millier actuellement) signalent une fonction économique de premier plan pour ce site.
Les répartitions des trouvailles monétaires sur le territoire des Leuques, et plus particulièrement des statères et des bronzes frappés attribués sans contestation aux Leuques sont concentrées presque exclusivement autour et sur l'oppidum de Boviolles, ce qui le place au cœur non seulement du pouvoir économique, mais également politique de ce peuple.
La taille (60 à 80 hectares) et les fonctions économiques du Mont Châtel de Boviolles sont incomparables sur l'ensemble du territoire des Leuques.
Immédiatement après la conquête romaine, le site a profité d'une extension et de libéralités romaines exceptionnelles et incomparables sur l'ensemble du territoire leuque. En contrebas de l'oppidum, ex nihilo, les romains construisirent la ville de Nasium qui, à son apogée, atteindra 120 hectares. C'est, avec Metz (Divodurum), la ville antique la plus étendue de Lorraine. Elle possède, entre autres, un ensemble monumental, pouvant être assimilé à un forum dans lequel un bâtiment à plan basilical (dont la fonction fait encore débat aujourd'hui) a été fouillé en 2007 et 2009, des thermes ainsi qu'un ensemble cultuel constitué d'une vingtaine de temples : l'apparat monumental classique des grandes villes romaines (la présence d'un édifice de spectacle est également avancée).
L'oppidum fut encore occupé dans la seconde partie du Ier siècle av. J.-C.
Le site de hauteur de Boviolles a été abandonné au profit de la ville de Nasium au cours de la période romaine.
Nasium remplit la fonction de chef-lieu de la cité gallo-romaine des Leuques durant les dernières décennies du Ier siècle av. J.-C. et les premières décennies du siècle suivant, au moins jusqu'à la fin du principat de Tibère en 37 ap. J.-C.
L'entité héritière de Toul s'étendait du bassin de la Saulx au versant occidental des Vosges, au sud de la Lorraine actuelle. Ces anciennes limites préservées sans aucun bornage connu par le diocèse de Toul des temps mérovingiens ont pu être retrouvées par des marqueurs ethnologiques.
Le déplacement du chef-lieu de cité s'explique essentiellement pour des raisons économiques. Toul, plus centrale dans la cité des Leuques est mieux située sur les grands axes de communication : la voie de Lyon au Rhin, via Metz et Trèves, majeure non seulement pour la Gaule, mais aussi pour l'Occident romain passe par Toul. De plus, la ville est baignée par la Moselle, voie importante pour le commerce fluvial.

## Artisanat
Martial dans les Épigrammes fait allusion à plusieurs reprises à l'artisanat textile des Leuques en parlant de la « bourre leuconique » et des « laines leuconiques » : 
« CLIX. - LA BOURRE LEUCONIQUE
La plume, sous le poids de ton corps, te laisse-t-elle sentir de trop près la sangle, pends cette bourre tondue sur les laines leuconiques.
CLX. - LA BOURRE DU CIRQUE
On appelle bourre du Cirque le jonc de nos marais : au pauvre elle tient lieu de la bourre leuconique. »
L'adjectif employé est leuconicus : à la suite des celtisants, il convient de voir en leuconicus un adjectif dérivé de leucones, autre forme de Leuci, sur le modèle bien attesté qui a donné à la fois les Picti de l'Écosse et les Pictones gaulois (le Poitou).

## Noms et personnages leuques

### Noms gaulois

#### MATUGENOS ou MATUGIINOS
Les monnaies de bronze épigraphes, à légende MATUGIINOS sont attribuées aux Leuques : plus de 60 % des découvertes de ces monnaies ont été faites sur et autour de l'oppidum de Boviolles, dans la Meuse. Elles portent sur le droit une tête casquée à gauche, avec la légende MATUGIINOS devant, et tout autour, des grenetis. Sur le revers, elles portent un cheval à gauche, surmonté par un oiseau, et avec, au-dessous, un poisson et une rosace, et encore, la légende MATUGIINOS.
Le terme MATUGIINOS est vraisemblablement un nom. Quoique typiquement celtique, ce mot pose un souci de traduction. Le terme matu- ayant deux significations, soit « l'ours », soit ce qui est « bon, favorable ». Matu-geno peut très bien être : « celui de la lignée de l'ours », ou « celui qui est de bonne naissance ». Il n’est pas possible de préciser qui était cet homme ou quelle pouvait être sa fonction. Cependant, sa représentation et sa mention sur une monnaie le situent simplement comme « personnalité humaine ou divine » importante pour les Leuques : l'ours est un animal emblématique de la souveraineté et de la royauté chez les peuples celtes. Ces monnaies sont datées du Ier siècle av. J.-C., mais cette datation n'est pour le moment pas assurée.

#### BRATVLOS
Une inscription découverte dans le lit de l'Ornain en 2001, sous le pont actuel de la commune de Naix-aux-Forges, porte l'inscription suivante : 
BRATVLOS IEVRV RATII NASIIA, c'est-à-dire « Bratulos a offert le gué de Nasium ». Bratulos est un nom gaulois, de même que le verbe IEVRV, un des mots les plus attestés du vocabulaire gaulois. L'épigraphie gallo-latine s'est développée en Gaule de la conquête jusqu'au milieu du Ier siècle apr. J.-C.